# Omar al-Bashir
Omar Hassan Ahmad al-Bashir (àrab: عمر حسن احمد البشير, ʿUmar Ḥasan Aḥmad al-Baxīr) (Hosh Bannaga, 1944) és un cap militar i polític sudanès, president d'aquest país de 1993 a 2019 i líder del Partit del Congrés Nacional. Arribà al poder l'any 1989 com a coronel de l'Exèrcit sudanès, quan dirigí un cop d'Estat no sagnant contra el govern del Primer Ministre Sadiq al-Mahdi.
L'octubre de 2004, el govern d'al-Bashir negocià el final de la Segona guerra civil sudanesa, una de les guerres més llargues i mortíferes del segle xx, concedint autonomia limitada a Sudan del Sud. D'ençà, tanmateix, s'ha criticat àmpliament el seu govern pel seu paper en el conflicte de Darfur, on la neteja ètnica contra la població no àrab s'ha arribat a xifrar entre 200.000 i 400.000 víctimes. La seva acció de govern va portar a la milícia Janjaweed i grups de rebels com l'Exèrcit d'Alliberament del Poble Sudanès (SPLA), l'Exèrcit d'Alliberament del Sudan (SLA) i el Moviment Justícia i Igualtat (JEM) a desencadenar lluites violentes en forma de guerra de guerrilles a la regió de Darfur. La guerra civil va comportar 2,5 milions de persones desplaçades, i una situació de crisi diplomàtica entre Sudan i Txad.
El juliol de 2008, el fiscal de la Cort Penal Internacional, Luis Moreno-Ocampo, acusà a al-Bashir de genocidi, crims contra la humanitat i crims de guerra a Darfur. El 4 de març de 2009 el jutjat va emetre una ordre de detenció contra al-Bashir per crims de guerra i crims contra la humanitat, però determinà que no hi havia suficients proves per a processar-lo per genocidi. L'ordre seria lliurada al govern sudanès, que molt probablement no l'executaria. Al-Bashir fou el primer cap d'Estat processat a la CPI però en 2014 es va paralitzar la investigació per manca de suport del Consell de Seguretat de les Nacions Unides. Al-Bashir fou un dels candidats en les eleccions presidencials sudaneses de 2009, participant de la primera elecció democràtica amb partits polítics múltiples en nou anys, convocades per esquivar la seva imputació. El seu rival polític fou el vicepresident Salva Kiir Mayardit, líder de l'Exèrcit d'Alliberament del Poble Sudanès. Bashir va comptar amb el suport d'un partit creat per ell i els antics Germans Musulmans del Sudan, el Partit del Congrés Nacional sudanès.
En 21 de febrer de 2011, enmig de les protestes de la Primavera Àrab que van causar més de 200 morts, Omar al-Bashir anuncià que no es presentaria en les eleccions de 2015, tanmateix el Partit del Congrés Nacional del Sudan l'escull com a candidat en 2015 en les que resulta escollit gairebé per unanimitat.
L'11 d'abril de 2019 Omar al-Bashir va ser destituït com a president sudanès per un cop d'estat de l'exèrcit nacional. La destitució va ser el resultat d'una onada de protestes contra el règim sudanès després de la tardor de 2018.